# Charlton (Australia)
Charlton – miasto w Australii, w stanie Wiktoria.